# Volmari Iso-Hollo
Volmari Fritijof (Vomma) Iso-Hollo (Ylöjärvi, 5 januari 1907 – Heinola, 23 juni 1969) was een Finse atleet en tweevoudig olympisch kampioen op de 3000 m steeple.

## Loopbaan
Volmari Iso-Hollo was een van de laatste atleten uit de groep genaamd de Vliegende Finnen, die het langeafstandslopen tussen de twee wereldoorlogen domineerde. In zijn jeugd deed hij aan langlaufen, turnen en boksen. Tijdens de vervulling van zijn militaire dienstplicht begon hij met de atletiekbeoefening. Hij was succesvol op afstanden van 400 m tot de marathon.
Op de Olympische Spelen van 1932 in Los Angeles won Iso-Hollo zijn eerste gouden medaille op de 3000 m steeple. Een mogelijk wereldrecord werd voorkomen, doordat een official, die liever het polsstokhoogspringen bekeek, zich in het aantal gelopen rondes vergiste. Toen Iso-Hollo de laatste ronde bereikte, vergat de official om de klok te luiden. Het deelnemersveld liep een ronde extra, en bereikte zo een afstand van 3460 meters. Als de afstand wel 3000 m was geweest, zou Iso-Hollo waarschijnlijk een wereldrecord gelopen hebben. Een dag later won hij op de 10.000 m een zilveren medaille.
In 1933 brak Iso-Hollo uiteindelijk het 3000 m steeple wereldrecord in een tijd van 9.09,4 in Lahti. Op de Olympische Spelen van Berlijn in 1936 was hij de grote favoriet. De 3000 m steeple won hij in een wereldrecordtijd van 9.03,8; de eerste drie finishers liepen allen deze wedstrijd sneller dan het oude wereldrecord. Iso-Hollo won op deze Spelen ook een bronzen medaille op de 10.000 m.
Ondanks de reuma die Iso-Hollo kreeg na de Spelen van Berlijn, zette hij toch zijn sportcarrière voort tot 1945. Hij stierf in Heinola op 62-jarige leeftijd.

## Titels
- Olympisch kampioen 3000 m steeple - 1932, 1936

## Palmares

### 10.000 m
- 1932:  OS - 30.12,6
- 1936:  OS - 30.20,2

### 3000 m steeple
- 1932:  OS (3460 m) - 10.33,4
- 1936:  OS - 9.03,8

1920: Percy Hodge ·
1924: Ville Ritola ·
1928: Toivo Loukola ·
1932: Volmari Iso-Hollo ·
1936: Volmari Iso-Hollo ·
1948: Tore Sjöstrand ·
1952: Horace Ashenfelter ·
1956: Chris Brasher ·
1960: Zdzisław Krzyszkowiak ·
1964: Gaston Roelants ·
1968: Amos Biwott ·
1972: Kipchoge Keino ·
1976: Anders Gärderud ·
1980: Bronisław Malinowski ·
1984: Julius Korir ·
1988: Julius Kariuki ·
1992: Matthew Birir ·
1996: Joseph Keter ·
2000: Reuben Kosgei ·
2004: Ezekiel Kemboi ·
2008: Brimin Kipruto ·
2012: Ezekiel Kemboi ·
2016: Conseslus Kipruto ·
2020: Soufiane El Bakkali ·
2024: Soufiane El Bakkali